# 다자와코정
다자와코정(田沢湖町) 아키타현 센보쿠군에 존속했던 정이다. 2003년 8월에는 다자와코정, 가쿠다테정, 니시키촌이 2005년 9월 20일에 3정이 합병해 센보쿠시가 되었다.

## 지리
마을의 대부분은 산악 지대이며 가쿠다테정과의 경계 부근에 위치하고 있었으며, 강우·강설이 많다

## 역사
- 1889년 4월 1일 - 오보나이촌, 진다이촌, 다자와촌이 성립하였다.
- 1953년 10월 1일 - 오보나이촌이 정으로 승격해 오보나이정이 되었다.
- 1956년 9월 30일 - 오보나이정, 진다이촌, 다자와촌과 합병해 다자와코정이 성립하였다.
- 1967년 4월 - 다자와코정 국민건강보험 직영병원이 다자와코초립 다자와코병원으로 개칭.
- 1971년 6월 - 다자와코정 다자와코 병원이 오보나이 미즈지리로 신축 이전했다.
- 2005년 9월 20일 - 가쿠노다테정. 니시키촌과 합병해 센보쿠시가 되어 동년 다자와코정은 폐지되었다.

## 교통

### 철도
- 동일본 여객철도
  - 아키타 신칸센
  - 다자와코 선

- 아키타 내륙 종관 철도
  - 아키타 내륙선

### 도로
- 국도 46호선
- 국도 105호선
- 국도 341호선